# Aceituna (kommunhuvudort)
Aceituna är en kommunhuvudort i Spanien.   Den ligger i provinsen Provincia de Cáceres och regionen Extremadura, i den centrala delen av landet, 230 km väster om huvudstaden Madrid. Aceituna ligger 485 meter över havet och antalet invånare är 629.
Terrängen runt Aceituna är platt österut, men västerut är den kuperad. Runt Aceituna är det glesbefolkat, med 20 invånare per kvadratkilometer. Närmaste större samhälle är Montehermoso, 7,0 km söder om Aceituna. Omgivningarna runt Aceituna är huvudsakligen savann.